# Perrinet Gressart
Perrinet Gressart (ou Gressard, Grasset, Grassart) est un homme de guerre et aventurier d'extraction modeste, plus ou moins indépendant mais ordinairement à la solde des Anglais et du duc Philippe de Bourgogne durant la guerre de Cent Ans.
Il met notamment en échec les troupes de Jeanne d'Arc lors du siège de La Charité tenu à l'automne 1429.

## Biographie
Roturier d'origine vraisemblablement poitevine, Gressart s'installe à La Charité-sur-Loire en 1423, acquiert la seigneurie de La Motte-Josserand (Perroy), se marie en 1424 avec Huguette de Corvol (ou de Courvol) membre d'une grande famille de la Nièvre, dont il ne semble pas avoir eu d'enfant. Il fait, ensuite, épouser sa nièce Etiennette de Grésille à François de Surienne avec lequel il s'allie militairement avec Pierre Martin dit l'Espagnol, un autre chef de routiers.
Il reçoit du roi Henri VI par lettres données à Paris le 29 septembre 1425 Les Loges en Normandie et ce, pour lui garantir un revenu annuel de 50 livres tournois. Il est précisé qu'au cas où les terres des Loges ne suffiraient pas, le complément serait pris sur la recette de la vicomté de Montivilliers. Il quitte la Normandie en 1427 et reçoit par lettres du 31 juillet 500 livres t. de rente. Pour le compte de Henri VI, il tient, en 1429, les places fortes du Nivernais et met en échec les troupes de Jeanne d'Arc qui doivent lever le siège de La Charité-sur-Loire face à l'arrivée de l'hiver.
À la fin de 1435, contre une forte rançon et le titre de gouverneur de la ville à vie, Perrinet Gressard évacue La Charité-sur-Loire, qui est reprise par l'armée de Charles VII.
Ces négociations le font passer dans le camp du roi de France à la suite de la signature du traité d'Arras (1435).
Il meurt vers 1438, à la tête d'une grosse fortune amassée grâce aux rançons qu'il a accumulées.

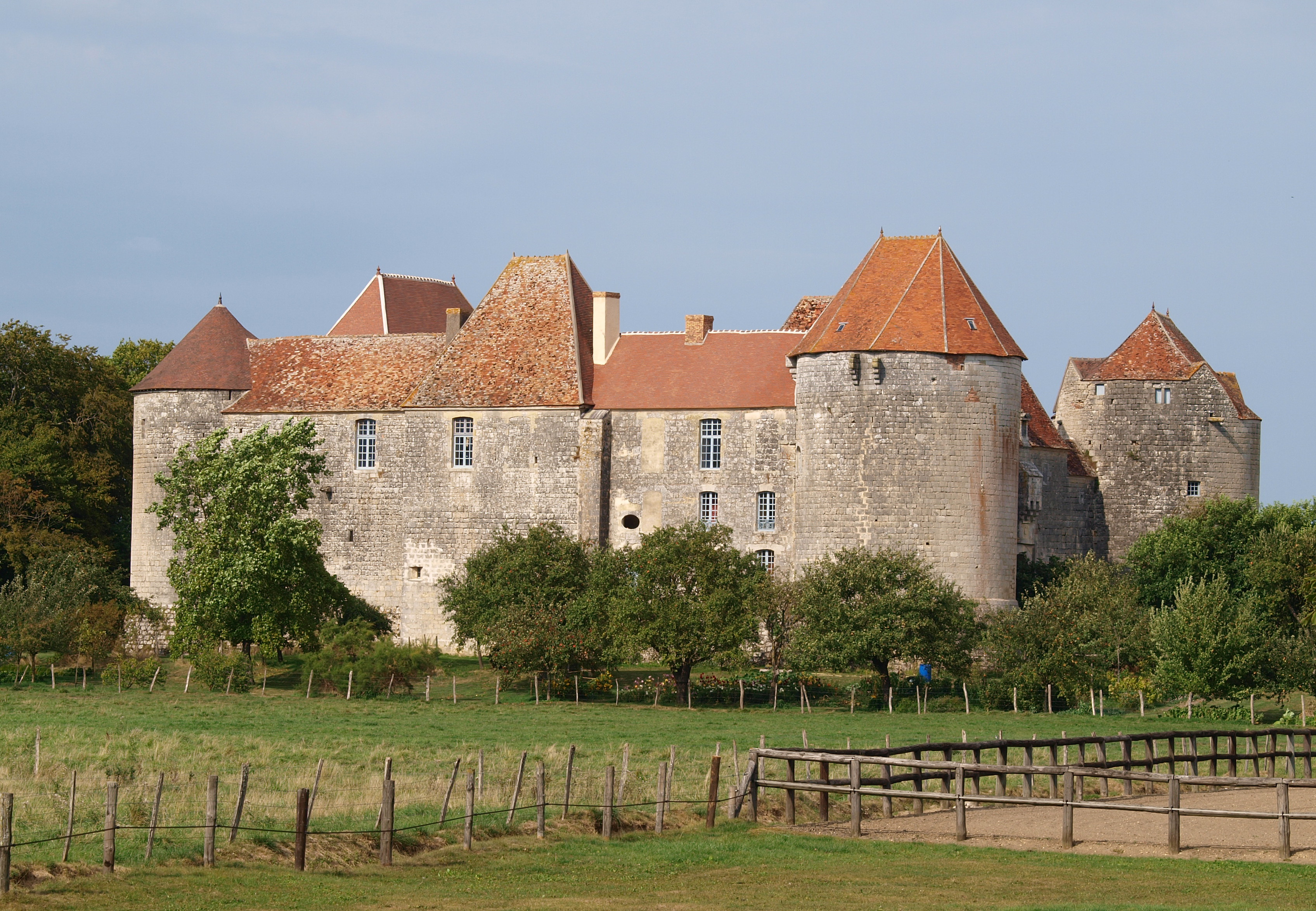
Le château de La Motte-Josserand à Perroy

Ses armes sont : d'azur à un lion d'or.